# Olivier Echouafni
Olivier Echouafni (ur. 13 września 1972 w Mentonie) – francuski piłkarz grający na pozycji środkowego pomocnika, a także trener.

## Kariera klubowa
Karierę piłkarską Echouafni rozpoczął w klubie z Lazurowego Wybrzeża, Olympique Marsylia. W 1994 roku został włączony do kadry pierwszego zespołu przez trenera Marca Bourriera i w sezonie 1994/1995 zadebiutował w Ligue 2. Od lata 1995 był podstawowym zawodnikiem Olympique i w 1996 roku awansował z tym klubem do pierwszej ligi. W niej swój debiut zaliczył 10 sierpnia w meczu przeciwko Olympique Lyon, wygranym przez OM 3:1. Natomiast w sezonie 1997/1998 był rezerwowym w klubie z Marsylii i po jego zakończeniu odszedł z zespołu. W barwach Olympique wystąpił 86 razy i strzelił 8 goli.
Drugim klubem w karierze Oliviera został RC Strasbourg, do którego trafił latem 1998. W zespole prowadzonym przez Pierre'a Mankowskiego po raz pierwszy wystąpił 8 sierpnia meczu przeciwko Olympique Lyon, zakończonym bezbramkowym remisem. W Strasbourgu był podstawowym zawodnikiem i spędził w nim dwa sezony. W tym okresie zdobył 12 goli w Ligue 1 w 63 rozegranych spotkaniach.
W 2000 roku Echouafni ponownie zmienił barwy klubowe i odszedł do zespołu Stade Rennais FC. Swój debiut w koszulce Rennes zaliczył 12 sierpnia przeciwko Lille OSC (0:1). W swoim pierwszym sezonie był podstawowym zawodnikiem drużyny "czerwono-czarnych", jednak przez dwa następne lata pełnił rolę rezerwowego. Ogółem przez trzy lata 70-krotnie wystąpił w zespole Stade Rennais i zaliczył dla niego 4 trafienia.
W lipcu 2003 Echouafni podpisał kontrakt z OGC Nice, do którego trafił na zasadzie wolnego transferu. 13 września wystąpił w Nice po raz pierwszy, a zespół ten wygrał u siebie 1:0 z FC Nantes. Od czasu debiutu stał się podstawowym zawodnikiem "Les Aiglons" i pełnił w nim funkcję kapitana. W 2010 roku zakończył karierę.
| Sezon   | Klub               | Kraj    | Rozgrywki | Mecze | Bramki |
| ------- | ------------------ | ------- | --------- | ----- | ------ |
| 1994/95 | Olympique Marsylia | Francja | Ligue 2   | 3     | 0      |
| 1995/96 | Olympique Marsylia | Francja | Ligue 2   | 28    | 4      |
| 1996/97 | Olympique Marsylia | Francja | Ligue 1   | 35    | 3      |
| 1997/98 | Olympique Marsylia | Francja | Ligue 1   | 20    | 1      |
| 1998/99 | RC Strasbourg      | Francja | Ligue 1   | 32    | 3      |
| 1999/00 | RC Strasbourg      | Francja | Ligue 1   | 31    | 9      |
| 2000/01 | Stade Rennais FC   | Francja | Ligue 1   | 37    | 3      |
| 2001/02 | Stade Rennais FC   | Francja | Ligue 1   | 14    | 0      |
| 2002/03 | Stade Rennais FC   | Francja | Ligue 1   | 19    | 1      |
| 2003/04 | OGC Nice           | Francja | Ligue 1   | 31    | 3      |
| 2004/05 | OGC Nice           | Francja | Ligue 1   | 18    | 1      |
| 2005/06 | OGC Nice           | Francja | Ligue 1   | 32    | 0      |
| 2006/07 | OGC Nice           | Francja | Ligue 1   | 33    | 0      |
| 2007/08 | OGC Nice           | Francja | Ligue 1   | 36    | 0      |
| 2008/09 | OGC Nice           | Francja | Ligue 1   | 37    | 4      |
| 2009/10 | OGC Nice           | Francja | Ligue 1   | 19    | 1      |